# Rossella Fiamingo
Rossella Fiamingo (Catania, 14 juli 1991) is een Italiaans schermster die actief is in de degen-categorie. 

## Biografie
Fiamingo begon op 7-jarige leeftijd met schermen en debuteerde op 18-jarige leeftijd bij de senioren in een wedstrijd in Rome. In 2007 boekte ze haar eerste succes met een Europese titel bij de cadetten. Een jaar later werd ze wereldkampioene in dezelfde jeugdcategorie. Dankzij enkele kleinere overwinningen in het seizoen 2011-12 kwalificeerde ze zich voor de Olympische Zomerspelen van 2012. Hier behaalde ze zowel in het individuele als in het team-evenement de zevende plaats. In 2014 en 2015 werd ze wereldkampioene bij de senioren. 

## Palmares
- Olympische Spelen
  - 2012: 7de - degen individueel
  - 2012: 7de - degen team
  - 2016:  - degen individueel

- Wereldkampioenschappen
  - 2011:  - degen team
  - 2014:  - degen individueel
  - 2014:  - degen team
  - 2015:  - degen individueel

- Europese kampioenschappen
  - 2014:  - degen team
  - 2015:  - degen individueel
  - 2015:  - degen team

## Wereldranglijst
Degen
| Jaar   | 2009 | 2010 | 2011 | 2012 | 2013 | 2014 | 2015 |
| ------ | ---- | ---- | ---- | ---- | ---- | ---- | ---- |
| Plaats | 192  | 74   | 22   | 4    | 7    | 2    | 1    |